# Sanji Inoue
Sanji Inoue –en japonés, 井上 三次, Inoue Sanji– (Tokio, 10 de marzo de 1948) es un deportista japonés que compitió en ciclismo en la modalidad de pista. Ganó una medalla de bronce en el Campeonato Mundial de Ciclismo en Pista de 1968, en la prueba de tándem.

## Medallero internacional
| Campeonato Mundial | Campeonato Mundial   | Campeonato Mundial | Campeonato Mundial |
| Año                | Lugar                | Medalla            | Competición        |
| ------------------ | -------------------- | ------------------ | ------------------ |
| 1968               | Montevideo (Uruguay) | Medalla de bronce  | Tándem (A)         |